# Stupinskij
Stupinskij (ros. Ступинский) – chutor w Rosji, w obwodzie tulskim, w rejonie jefriemowskim. W 2010 liczył 33 mieszkańców.